# 2532 Sutton
2532 Sutton (1980 TU5) là một tiểu hành tinh vành đai chính được phát hiện ngày 9 tháng 10 năm 1980 bởi C. Shoemaker ở Palomar.